# Сетерберг, Анна-Карен
Анна-Карен Сетерберг (швед. Anna-Caren Sätherberg; род. 5 октября 1964, Östersunds församling) — шведский политический и государственный деятель. Член Социал-демократической партии. Депутат риксдага с 2014 года. В прошлом — министр сельского хозяйства Швеции (2021—2022).

## Биография
Родилась 5 октября 1964 года в Эстерсунде. Родители — Хольгер Сетерберг (Holger Sätherberg) и Биргитта Монссон (Birgitta Månsson).
В 2002—2018 годах — депутат муниципального совета Оре, в 2002—2006 годах — заместитель председателя муниципального совета, в 2003—2005 годах — член Комитета по окружающей среде, строительству и чрезвычайным ситуациям, в 2005—2006 годах — председатель Комитета по вопросам детей и образования, в 2006—2014 годах — второй заместитель председателя муниципального совета. В 2010—2014 годах — заместитель председателя совета лена Емтланд.
С 2012 года возглавляет отделение партии социал-демократов в лене Емтланд.
По результатам парламентских выборов 2014 года избрана депутатом риксдага в округе Емтланд. В 2017—2018 годах — член Комитета по промышленности, в 2018—2019 годах — член Комитета транспорта, в 2019—2021 годах — третий заместитель председателя Комитета транспорта, член военной делегации с 2018 года, в 2021 году — заместитель председателя Комитета по промышленности.
В 2015—2019 годах — член экспертного совета Геологической службы Швеции. В 2015—2019 годах — член Совета по повышению прозрачности деятельности административного совета лена Емтланд. В 2015—2017 годах — член Комитета по сельскому хозяйству.
30 ноября 2021 года получила пост министра сельского хозяйства Швеции в Министерстве промышленности Швеции в правительстве Магдалены Андерссон, сменила Ибрагима Байлана. Отвечает за сельскую местность, продовольствие и пищевую промышленность.

## Личная жизнь
Родила двух детей.